# Chikbeedinhalu, Yelbarga
Chikbeedinhalu là một làng thuộc tehsil Yelbarga, huyện Koppal, bang Karnataka, Ấn Độ.